# Allecula morio
Allecula morio is een keversoort uit de familie Tenebrionidae. Het is inheems in Europa.